# Équipe d'Albanie des moins de 17 ans de football
Maillots
L'équipe d'Albanie de football des moins de 17 ans est constituée par une sélection des meilleurs joueurs albanais de moins de 17 ans sous l'égide de la Fédération d'Albanie de football.

## Parcours

### Parcours en Championnat d'Europe
| - 1982 : Non qualifiée - 1984 : Non qualifiée - 1985 : Non qualifiée - 1986 : Non qualifiée - 1987 : Non qualifiée - 1988 : Non qualifiée - 1989 : Non qualifiée - 1990 : Non qualifiée - 1991 : Non qualifiée - 1992 : Non qualifiée - 1993 : Non qualifiée - 1994 : 1er tour - 1995 : Non qualifiée - 1996 : Non qualifiée - 1997 : Non qualifiée - 1998 : Non qualifiée - 1999 : Non qualifiée - 2000 : Non qualifiée - 2001 : Non qualifiée - 2002 : Non qualifiée - 2003 : Non qualifiée - 2004 : Non qualifiée |  | - 2005 : Non qualifiée - 2006 : Non qualifiée - 2007 : Non qualifiée - 2008 : Non qualifiée - 2009 : Non qualifiée - 2010 : Non qualifiée - 2011 : Non qualifiée - 2012 : Non qualifiée - 2013 : Non qualifiée - 2014 : Non qualifiée - 2015 : Non qualifiée - 2016 : Non qualifiée - 2017 : Non qualifiée - 2018 : Non qualifiée - 2019 : Non qualifiée - 2020 - 2021 : Éditions annulées - 2022 : Non qualifiée - 2023 : Non qualifiée - 2024 : Non qualifiée |

### Coupe du monde
| - 1985 : Non qualifiée - 1987 : Non qualifiée - 1989 : Non qualifiée - 1991 : Non qualifiée - 1993 : Non qualifiée - 1995 : Non qualifiée - 1997 : Non qualifiée - 1999 : Non qualifiée - 2001 : Non qualifiée - 2003 : Non qualifiée |  | - 2005 : Non qualifiée - 2007 : Non qualifiée - 2009 : Non qualifiée - 2011 : Non qualifiée - 2013 : Non qualifiée - 2015 : Non qualifiée - 2017 : Non qualifiée - 2019 : Non qualifiée - 2023 : Non qualifiée |